# Abbijja
Abbijja lub Abijja (z hebr. Jahwe jest moim ojcem) – postać biblijna ze Starego Testamentu, królowa Judy, żona Achaza.
Druga Księga Królewska (18,2) i Druga Księga Kronik (29,1) podają, że była córką Zachariasza i matką króla Ezechiasza; pierwsze źródło zapisuje jej imię jako Abbijja drugie jako Abijja.
Według literatury rabinicznej ocaliła życie swojemu synowi Ezechiaszowi, którego Achaz chciał złożyć w ofierze Molochowi (Sanh. 63b).